# Дегайчяйское староство
Дегайчяйское староство (лит. Degaičių seniūnija) — одно из 11 староств Тельшяйского района, Тельшяйского уезда Литвы. Административный центр — деревня Дегайчяй .

## География
Расположено на западе Литвы, в центрально-северной части Тельшяйского района, на Жемайтской возвышенности.
Граничит с Вешвенайским староством на юге, Тельшяйским городским — на юго-западе, Гадунавским — на западе, Няваренайским — на севере и северо-востоке, и Тришкяйским — на востоке и юго-востоке.
Площадь Дегайчяйского староства составляет 11 160 гектар, из которых: 7 466 га занимают сельскохозяйственные угодья, 2 526 га — леса, 394 га — водная поверхность и 774 га — прочее.

## Население
Дегайчяйское староство включает в себя 26 деревень и один хутор.